# Louis Bolk
Lodewijk »Louis« Bolk, nizozemski anatom, * 10. december 1866, Overschie, † 17. junij 1930, Amsterdam.
Bolk je najbolj znan po izumu fetalizacijske teorije.